# No Mercy (2004)
Pour les articles homonymes, voir No Mercy.
No Mercy 2004 s'est déroulé le 3 octobre 2004 au Continental Airlines Arena de East Rutherford, New Jersey.
- Sunday Night Heat match : Mark Jindrak def. Scotty 2 Hotty(2:45)
  - Jindrak a effectué le tombé sur Scotty.
- Eddie Guerrero def. Luther Reigns (w/Mark Jindrak)(13:13)
- Spike Dudley (w/Bubba Ray Dudley et D-Von Dudley) def. Nunzio (w/Johnny Stamboli) pour conserver le WWE Cruiserweight Championship (8:44)
  - Spike a réalisé le compte de trois sur Nunzio après que Bubba Ray l'a fait tomber du haut de la troisième corde sur l'entre-jambe.
- Billy Kidman def. Paul London (10:33)
  - Kidman a effectué le tombé sur London après un Shooting star press.
- Kenzo Suzuki et René Duprée(w/Hiroko Suzuki) def. Rey Mysterio et Rob Van Dam pour conserver le WWE Tag Team Championship (9:09)
  - Suzuki a effectué le tombé sur Mysterio.
- The Big Show def. Kurt Angle (15:07)
  - Big Show a effectué le tombé sur Angle après un Chokeslam.
  - Big Show à l'origine l'a emporté par décompte à l'extérieur, mais le General Manager de SmackDown Theodore Long a ordonné à Angle de poursuivre le match.
- John Cena def. Booker T pour remporter le WWE United States Championship (10:32)
  - Cena a effectué le tombé sur Booker T après un FU.
  - C'était le match 5 du "Best Of 5" series.
- Charlie Haas, Rico et Miss Jackie def. The Dudley Boyz (Bubba Ray et D-Von) et Dawn Marie (8:44)
  - Rico a effectué le tombé sur D-Von après un Moonsault.
- John "Bradshaw" Layfield def. The Undertaker dans un Casket Match pour conserver le WWE Championship (20:01)
  - JBL a remporté le match après que lui et Heidenreich ont placé Undertaker dans la tombe.